# László Rátz

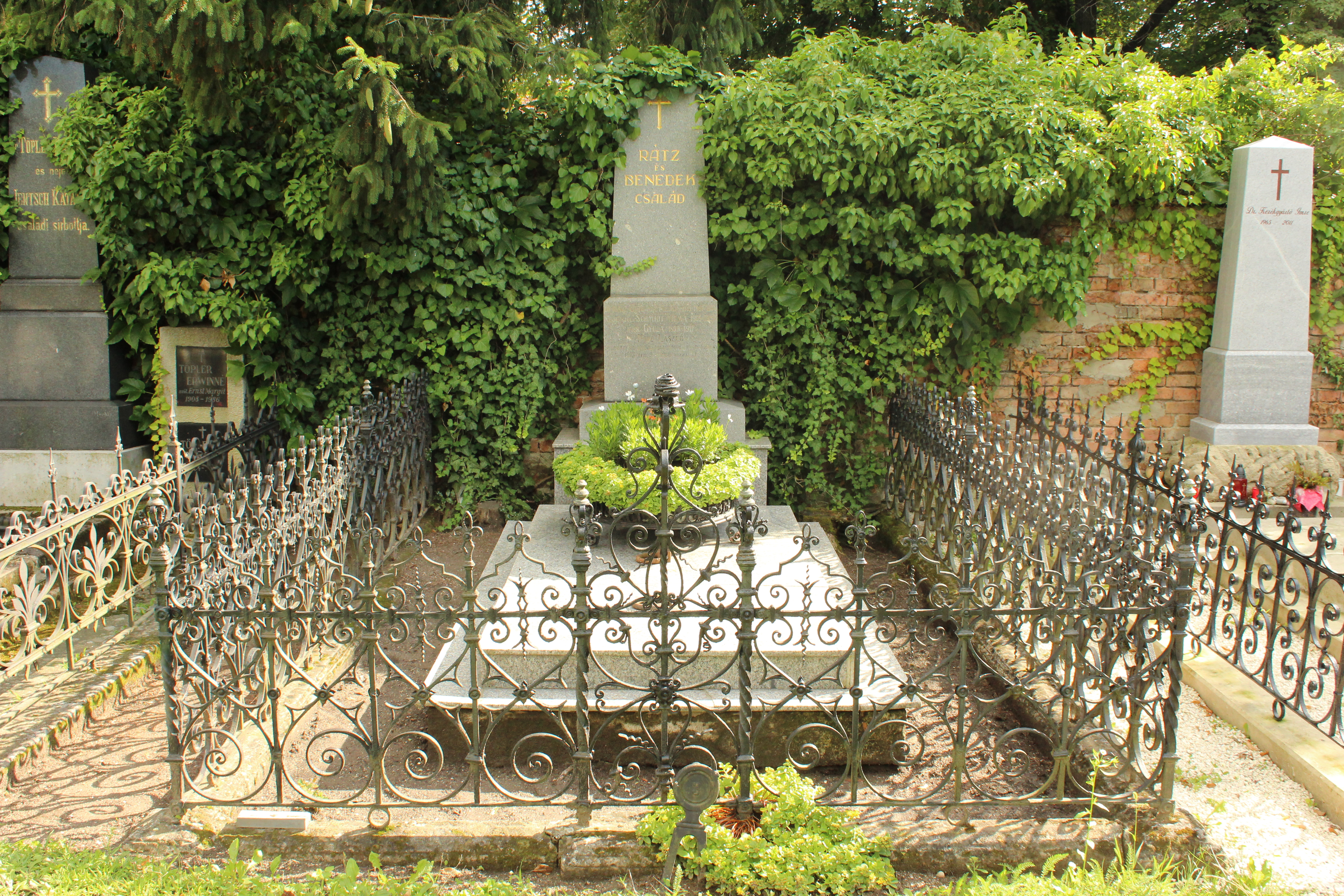
Túmulo de László Rátz em Sopron, Hungria.

László Rátz (Sopron, 9 de abril de 1863 – 30 de setembro de 1930) foi um professor húngaro de matemática, conhecido por ter educado e influenciado célebres cientistas húngaros, como o matemático John von Neumann e o prêmio Nobel de física Eugene Wigner. Foi professor de matemática no "Budapest-Fasori Evangélikus Gimnázium" de 1890 até 1925.